# Marcus Nyberg
Marcus Nyberg, född 16 januari 1986 i Luleå, är en svensk före detta professionell ishockeyspelare (back).